# گارگین میرزویان
گارگین هوهانسی میرزویان (ارمنی: Գարեգին Հովհաննեսի Միրզոյան؛  زادهٔ ۱۹۰۲ - درگذشته ۲۵ ژوئن ۱۹۹۰) پزشک، استاد اهل ارمنستان بود.

## زندگی‌نامه
وی در ۱۹۰۲ در تفلیس به دنیا آمد و از دانشگاه دولتی ایروان (۱۹۲۳) فارغ‌التحصیل گشت. همچنین برندهٔ جوایزی همچون نشان پرچم سرخ کار و دانشمند شایسته ارمنستان شوروی () شده است. وی در ۲۵ ژوئن ۱۹۹۰ در سن ۸۸ سالگی در ایروان درگذشت و در آرامستان مرکزی ایروان (توخماخ) به خاک سپرده شد.

## یادداشت
1. ↑  բժշկական գիտությունների դոկտոր